# Enicospilus montaguei
Enicospilus montaguei är en stekelart som först beskrevs av Turner 1919.  Enicospilus montaguei ingår i släktet Enicospilus och familjen brokparasitsteklar. Inga underarter finns listade i Catalogue of Life.